# Percy John Heawood
Percy John Heawood (1861-1955) était un mathématicien britannique. Il consacra l'essentiel de ses travaux mathématiques au théorème des quatre couleurs et montra en 1890 que la preuve d'Alfred Kempe était fausse. Celle-ci, publiée en 1879, avait été considérée comme valide pendant 11 ans. Le théorème des quatre couleurs redevint ainsi une conjecture, mais Heawood montra que la partie correcte de la preuve de Kempe permettait d'établir le théorème des cinq couleurs. Le théorème des quatre couleurs dut attendre 1976 pour trouver une preuve de sa validité, utilisant l'informatique.

## Contre-exemple à la preuve de Kempe
La preuve de Kempe du théorème des quatre couleurs consistait essentiellement en une technique de recoloriage des cartes grâce à une méthode originale, appelée chaîne de Kempe. Heawood montra qu'elle était incorrecte dans le cas de certaines cartes contenant un pays avec 5 frontières et donna un contre-exemple : le graphe 4-chromatique de Heawood.

## Théorème des cinq couleurs
Le théorème des cinq couleurs, démontré par Heawood en 1890, énonce que toute carte tracée dans le plan peut être coloriée avec au plus 5 couleurs en assurant que deux pays contigus sont toujours de couleur différente. C'est une version moins forte du théorème des quatre couleurs, mais nettement plus simple à démontrer.
On peut montrer grâce à la formule d'Euler que toute carte contient au moins un pays avec au plus 5 frontières. Le théorème des cinq couleurs s'obtient alors par récurrence sur le nombre de pays en déduisant le coloriage de toute carte à partir du coloriage d'une carte avec un pays de moins. Heawood montra que la technique utilisée pour déduire un coloriage de la carte complète à partir d'une carte avec un pays de moins n'était pas utilisable si on essayait de se restreindre à quatre couleurs seulement.

## Conjecture de Heawood
Heawood s'intéressa au problème du coloriage des cartes sur d'autres surfaces que le plan ou la sphère, et montra en 1890 que l'on peut colorier toute carte tracée sur un tore comportant n trous avec au plus {\displaystyle \gamma (n)} couleurs :
{\displaystyle \gamma (n)=\left\lfloor {\frac {7+{\sqrt {1+48n}}}{2}}\right\rfloor ,}
où {\displaystyle \left\lfloor x\right\rfloor } est la partie entière.
Ce résultat découle de la formule d'Euler étendue aux tores à n trous, ce qui utilise notamment la caractéristique d'Euler.
Heawood crut cependant à tort qu'il était facile de trouver un exemple nécessitant {\displaystyle \gamma (n)} couleurs pour chaque valeur de n, et sa démonstration ne garantit pas que {\displaystyle \gamma (n)} est le plus petit nombre de couleurs nécessaires pour colorier toute carte.
La conjecture de Heawood fut démontrée en 1968 par Ringel et Youngs.